# Nikolái Dobroliúbov

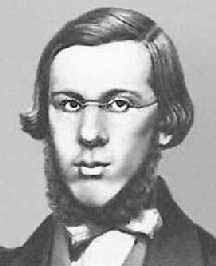
Nikolái Dobrolyúbov.

Nikolái Aleksándrovich Dobroliúbov (5 de febrero de 1836, Nizhni Nóvgorod - 29 de noviembre de 1861, San Petersburgo) fue un publicista y crítico literario ruso.
Hijo de un sacerdote y antiguo estudiante de teología, colaboró como su maestro Nikolái Chernishevski en El Contemporáneo (Sovreménnik), donde aparecieron sus Artículos críticos sobre literatura.
Dobroliúbov es el verdadero creador de la crítica que usa el pretexto de una obra literaria, para hablar de los más diversos problemas, morales, sociales y políticos. Su nombre está principalmente unido al compromiso de la obra de Aleksandr Ostrovski y de Iván Goncharov a quienes analizó críticamente, sin olvidar tampoco a Pushkin, Lérmontov, Belinski, etc.
Trata de diversas cuestiones relacionadas con la literatura, como por ejemplo, la medida en que el elemento popular o nacional participó en el desarrollo de las letras.
Su postura como crítico se basaba en el análisis de dos puntos fundamentales: la realidad —imposible de abstraer— y el arte —unido a la realidad, pero distinto a ella—.
Esta interpretación directa de la realidad determinó el futuro de la crítica literaria rusa.